# Ambystoma cingulatum
Ambystoma cingulatum је водоземац из реда Caudata. 

## Распрострањење
Врста је присутна у Сједињеним Америчким Државама, тачније у државама Џорџија, Јужна Каролина и Флорида.

## Станиште
Станишта врсте су шуме, бамбусове шуме, мочварна подручја, саване, травна вегетација, речни екосистеми и слатководна подручја. 

## Угроженост
Ова врста се сматра рањивом у погледу угрожености врсте од изумирања.